# Николаєво (Перницька область)
Никола́єво (болг. Николаево) — село в Перницькій області Болгарії. Входить до складу общини Радомир.

## Населення
За даними перепису населення 2011 року у селі проживали 52 особи.
Національний склад населення села:
| Національність   | Кількість осіб | Відсоток |
| ---------------- | -------------- | -------- |
| болгари          | 50             | 96,2%    |
| цигани           | 2              | 3,8%     |
| турки            | 0              | 0%       |
| інша             | 0              | 0%       |
| не визначились   | 0              | 0%       |
| Всього відповіли | 52             |          |

Розподіл населення за віком у 2011 році:
Динаміка населення: